# Fugnitz
Fugnitz är ett vattendrag i Österrike.   Det ligger i förbundslandet Niederösterreich, i den nordöstra delen av landet, 80 km nordväst om huvudstaden Wien.
Trakten runt Fugnitz består till största delen av jordbruksmark. Runt Fugnitz är det ganska glesbefolkat, med 40 invånare per kvadratkilometer.